# 김근순
김근순(金近淳, 1772년 ~ ?)은 조선 후기의 문신, 시인, 청백리이다. 자는 여인(汝仁)이며, 호는 십청(十靑), 귀연(歸淵)이다. 본관은 (신)안동이다. 어사 등을 지냈으며, 학문으로 영의정 심환지 등으로부터 여러 번 경연관으로 추천받았다.

## 생애
1794년 문과 알성시에 장원으로 급제하여 1799년 규장각 직각(直閣)이 되었다. 순조 즉위 뒤 비변사에 의해 어사(御史)로 추천되었다.
1801년 직제학을 거쳐 당상관에 올라 대사성(大司成)이 되고, 1802년 부제학이 되었다.
성품이 강직하고 학문이 뛰어나 영의정 심환지 등에 의해 여러번 경연관으로 추천되었으며, 청렴성으로 다른 관리들의 모범이 되었다. 시문집에 《십청집》이 있다.

## 가족 관계
- 고조부 : 김창흡(金昌翕)
  - 증조부 : 김양겸(金養謙)
    - 할아버지 : 김범행(金範行)
      - 숙부 : 김이현(金履鉉)
        - 사촌 : 김달순(金達淳)

      - 숙부 : 김이수(金履鏽)
        - 사촌 : 김매순(金邁淳)

      - 아버지 : 김이계(金履銈)
      - 어머니 : 이평(李枰)의 딸
        - 부인 : ?
          - 아들 : 김호근(金浩根)
            - 손자 : 김병연(金炳淵) - 김민근에게 입양됨